# Ниецкий, Рудольф
Рудольф Хуго Ниецкий (нем. Rudolf Nietzki, пол. Nietzki Rudolf Hugo, 9 марта 1847, Хейльсберг, ныне Лидзбарк-Варминьски, Польша — 28 сентября 1917, санаторий Неккаргемюнд, Германия) — немецкий химик-органик, по национальности поляк.

## Биография
Родился в Хейльсберге, Германия, в 1871—83 работал в Германии и Голландии, в 1884—1911 — в Базельском университете (с 1887 профессор).

## Научная деятельность

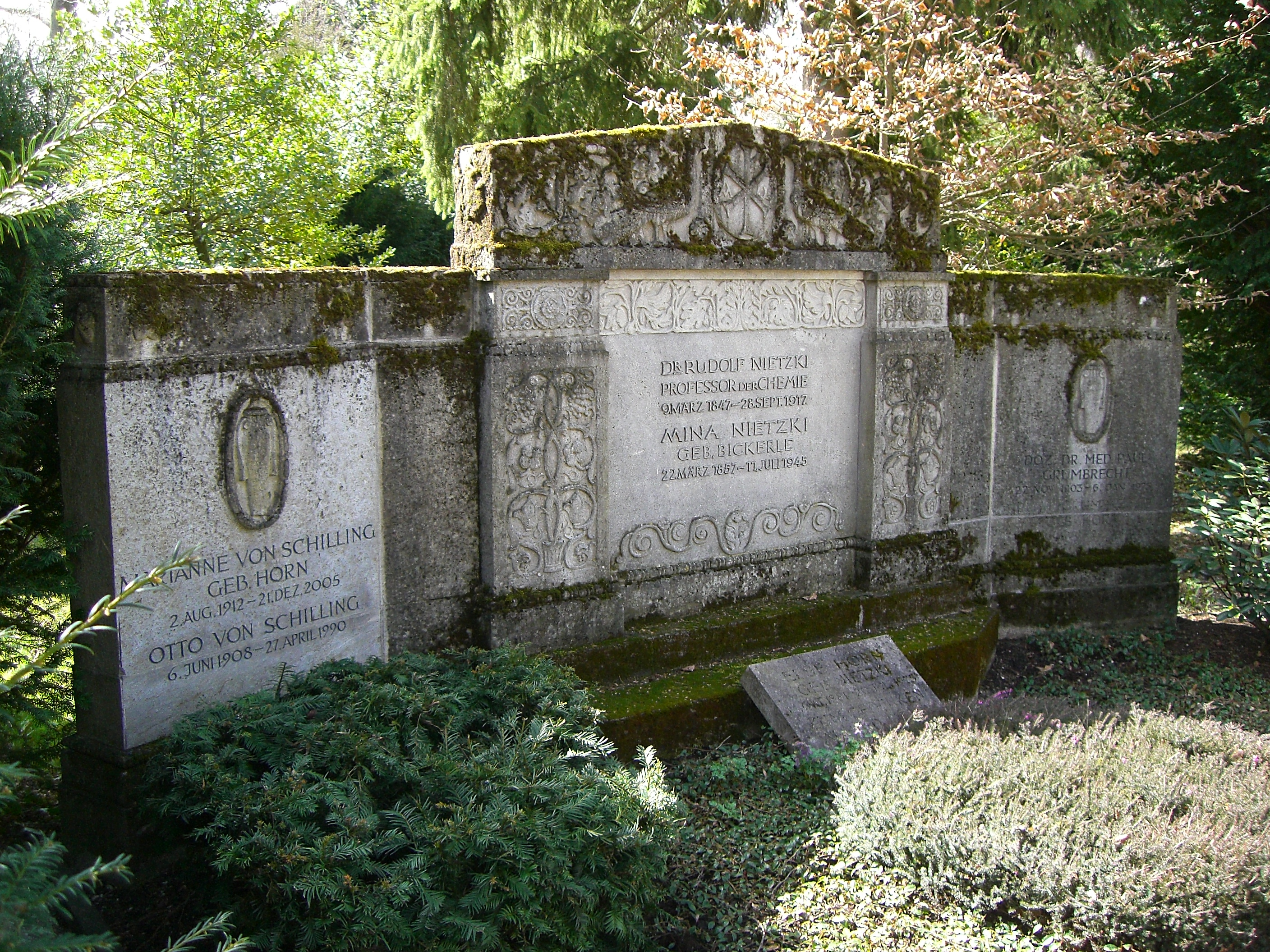
Могила учёного на главном кладбище Брайсгау

Открыл (1879) и внедрил в промышленность первый кислотный диазокраситель "бибрихский красный", в 1887 получил протравливальне азокрасители из нитроанилинов и салициловой кислоты. Открыл (1883) синие азокрасители. В 1885 разработал классификацию синтетических красителей по хромофорному признаку. В 1888 предложил хиноидную теорию цветности.

## Работы
- "Ueber Hexaoxybenzolderivate und ihre Beziehungen zur Krokonsäure und Rhodizonsäure", von R. Nietzki und Th. Benckiser, Berichte der deutschen chemischen Gesellschaft, Band 18, 1885, S. 499-515
- Chemie der Organischen Farbstoffe, 1888, Verlag von Julius Springer, Berlin, (5. Auflage 1906)
  - 3. Aufl. - Berlin : Springer, 1897. Digitalisierte Ausgabe der Universitäts- und Landesbibliothek Düsseldorf
- Chemistry of the Organic Dyestuffs, by Rudolf Nietzki (Autor), translated by A. Collin and W. Richardson, (Nachdruck als Taschenbuch, Verlag BiblioBazaar, 2008, ISBN 978-1110018376)